# Лас Пиједрас (Порторико)
Лас Пиједрас (шп. Las Piedras) је општина у америчкој острвској територији Порторико, острвској држави Кариба.

## Демографија
По попису из 2010. године број становника је 38.675, што је 4.19 (12,2%) становника више него 2000. године.
| Група             | 2000.          | 2010.          |
| Белци             | 195 (0,6%)     | 173 (0,4%)     |
| Афроамериканци    | 2.371 (6,9%)   | 4.582 (11,8%)  |
| Азијати           | 60 (0,2%)      | 40 (0,1%)      |
| Хиспаноамериканци | 34.246 (99,3%) | 38.435 (99,4%) |
| Укупно            | 34.485         | 38.675         |